# Blue Water Arena
Il Blue Water Arena è uno stadio utilizzato dall'Esbjerg fB per le partite casalinghe, oltre che il secondo stadio più grande nella penisola dello Jutland, e il quarto tra tutti quelli in Danimarca.
Ha una capacità totale di 18 000 persone, di cui 11 286 posti a sedere per le partite di campionato mentre per i match internazionali la capienza è di 12 100 posti.
Di rado viene utilizzato per le partite amichevoli della nazionale danese.